# Jugendbundesliga der weiblichen A-Jugend (Handball) 2023/24
Die Saison 2023/24 der A-Juniorinnen Handball-Bundesliga JBLH war die elfte Spielzeit der höchsten deutschen Spielklasse im Handball der weiblichen Jugend. Oftmals wird diese Altersklasse mit dem Begriff U19 statt A-Jugend für die Altersklasse der 17- und 18-jährigen Handballspielerinnen bezeichnet. Die Saison startete am 27. September 2023. Die A-Juniorinnen-Bundesliga JBLH 2023/24 wurde vom Deutschen Handballbund (DHB) ausgerichtet, welcher die Ergebnisse für die Jugend-Ligen seit der Saison 2022/23 in dem Portal Handball.net veröffentlicht. Titelverteidigerin war die weibliche A-Jugend von HSG Blomberg-Lippe.

## Modus
Die Saison startete mit acht Gruppen à vier Mannschaften. Die jeweils Ersten und Zweiten dieser Gruppen qualifizierten sich für die Meisterrunde. Diese war in vier Vierergruppen aufgeteilt. Auch hier qualifizierten sich die jeweiligen Ersten und Zweiten für das Viertelfinale. Wurde dieses gewonnen (Modus Hin-/Rückspiel), dann trat man im Final Four um die Deutsche A-Jugend-Meisterschaft an.
Die Drittplatzierten der Vorrundengruppen nahmen am DHB-Pokal teil. In der ersten Runde des DHB-Pokals wurden diese acht Mannschaften nach regionalen Gesichtspunkten in zwei Vierergruppen zugeteilt. Die jeweiligen Gruppensiegerinnen dieser Runde qualifizierten sich für das DHB-Pokal-Finale, welches ebenfalls im Hin-/Rückspiel-Modus gespielt wurde. Für die Viertplatzierten der acht Vorrundengruppen war die Saison beendet.

## Vorrunde
In der Vorrunde wurden die Mannschaften nach regionalen Gesichtspunkten in acht Staffeln mit je vier Mannschaften eingeteilt, in denen in einer Einfachrunde einmal jeder gegen jeden spielt. Nach den somit drei Spielen für jede Mannschaft qualifizieren sich die ersten beiden jeder Gruppe für die Meisterrunde. Die drittplatzierten Mannschaften setzten den Spielbetrieb in der Pokalrunde fort. Die Tabellenletzten schieden aus.

### Gruppe 1
| Pl.                            |  | Verein                    | Sp. | S | U | N | Tore     | Diff. | Punkte |
| ------------------------------ |  | ------------------------- | --- | - | - | - | -------- | ----- | ------ |
| 1.                             |  | Frankfurter Handball Club | 3   | 2 | 1 | 0 | 0106:880 | +18   | 05:10  |
| 2.                             |  | VfL Bad Schwartau         | 3   | 2 | 1 | 0 | 0101:850 | +16   | 05:10  |
| 3.                             |  | TuS Komet Arsten          | 3   | 1 | 0 | 2 | 076:830  | −7    | 02:40  |
| 4.                             |  | SG Hamburg-Nord           | 3   | 0 | 0 | 3 | 066:930  | −27   | 00:60  |
| Quelle: , Stand: 13. Juni 2024 |  |                           |     |   |   |   |          |       |        |

| Datum         | Heimmannschaft            |   | Gastmannschaft            | Ergebnis |
| ------------- | ------------------------- | - | ------------------------- | -------- |
| 27. Sep. 2023 | VfL Bad Schwartau         | – | TuS Komet Arsten          | 31:28    |
| 7. Okt. 2023  | Frankfurter Handball Club | – | SG Hamburg-Nord           | 38:25    |
| 28. Okt. 2023 | SG Hamburg-Nord           | – | VfL Bad Schwartau         | 18:31    |
| 31. Okt. 2023 | TuS Komet Arsten          | – | Frankfurter Handball Club | 24:29    |
| 18. Nov. 2023 | TuS Komet Arsten          | – | TuS Komet Arsten          | 23:24    |
| 19. Nov. 2023 | Frankfurter Handball Club | – | VfL Bad Schwartau         | 39:39    |

### Gruppe 2
| Pl.                            |  | Verein                 | Sp. | S | U | N | Tore     | Diff. | Punkte |
| ------------------------------ |  | ---------------------- | --- | - | - | - | -------- | ----- | ------ |
| 1.                             |  | Handewitter SV         | 3   | 3 | 0 | 0 | 093:750  | +18   | 06:00  |
| 2.                             |  | TV Hannover-Badenstedt | 3   | 2 | 0 | 1 | 097:840  | +13   | 04:20  |
| 3.                             |  | SV Grün-Weiß Schwerin  | 3   | 1 | 0 | 2 | 075:780  | −3    | 02:40  |
| 4.                             |  | SV Werder Bremen       | 3   | 0 | 0 | 3 | 075:1030 | −28   | 00:60  |
| Quelle: , Stand: 13. Juni 2024 |  |                        |     |   |   |   |          |       |        |

| Datum         | Heimmannschaft         |   | Gastmannschaft         | Ergebnis |
| ------------- | ---------------------- | - | ---------------------- | -------- |
| 7. Okt. 2023  | TV Hannover-Badenstedt | – | SV Grün-Weiß Schwerin  | 29:25    |
| 8. Okt. 2023  | SV Werder Bremen       | – | Handewitter SV         | 27:33    |
| 28. Okt. 2023 | Handewitter SV         | – | TV Hannover-Badenstedt | 32:28    |
| 29. Okt. 2023 | SV Grün-Weiß Schwerin  | – | SV Werder Bremen       | 30:21    |
| 15. Nov. 2023 | SV Werder Bremen       | – | TV Hannover-Badenstedt | 27:40    |
| 18. Nov. 2023 | Handewitter SV         | – | SV Grün-Weiß Schwerin  | 28:20    |

### Gruppe 3
| Pl.                            |  | Verein              | Sp. | S | U | N | Tore     | Diff. | Punkte |
| ------------------------------ |  | ------------------- | --- | - | - | - | -------- | ----- | ------ |
| 1.                             |  | Buxtehuder SV       | 3   | 3 | 0 | 0 | 096:700  | +26   | 06:00  |
| 2.                             |  | Berliner TSC        | 3   | 2 | 0 | 1 | 077:670  | +10   | 04:20  |
| 3.                             |  | JSG LIT 1912        | 3   | 1 | 0 | 2 | 084:880  | −4    | 02:40  |
| 4.                             |  | BSV Sachsen Zwickau | 3   | 0 | 0 | 3 | 072:1040 | −32   | 00:60  |
| Quelle: , Stand: 14. Juni 2024 |  |                     |     |   |   |   |          |       |        |

| Datum         | Heimmannschaft      |   | Gastmannschaft      | Ergebnis |
| ------------- | ------------------- | - | ------------------- | -------- |
| 8. Okt. 2023  | Buxtehuder SV       | – | JSG LIT 1912        | 33:19    |
| 8. Okt. 2023  | BSV Sachsen Zwickau | – | Berliner TSC        | 19:24    |
| 28. Okt. 2023 | Berliner TSC        | – | Buxtehuder SV       | 22:26    |
| 28. Okt. 2023 | JSG LIT 1912        | – | BSV Sachsen Zwickau | 43:24    |
| 18. Nov. 2023 | JSG LIT 1912        | – | Berliner TSC        | 22:31    |
| 18. Nov. 2023 | Buxtehuder SV       | – | BSV Sachsen Zwickau | 37:29    |

### Gruppe 4
| Pl.                            |  | Verein                    | Sp. | S | U | N | Tore     | Diff. | Punkte |
| ------------------------------ |  | ------------------------- | --- | - | - | - | -------- | ----- | ------ |
| 1.                             |  | HC Leipzig                | 3   | 3 | 0 | 0 | 0113:850 | +28   | 06:00  |
| 2.                             |  | TPSG Frisch Auf Göppingen | 3   | 1 | 1 | 1 | 096:980  | −2    | 03:30  |
| 3.                             |  | HSG Hungen Lich           | 3   | 1 | 0 | 2 | 089:1110 | −22   | 02:40  |
| 4.                             |  | HC Erlangen               | 3   | 0 | 1 | 2 | 098:1020 | −4    | 01:50  |
| Quelle: , Stand: 14. Juni 2024 |  |                           |     |   |   |   |          |       |        |

| Datum         | Heimmannschaft            |   | Gastmannschaft            | Ergebnis |
| ------------- | ------------------------- | - | ------------------------- | -------- |
| 7. Okt. 2023  | HC Leipzig                | – | HSG Hungen Lich           | 42:24    |
| 7. Okt. 2023  | TPSG Frisch Auf Göppingen | – | HC Erlangen               | 32:32    |
| 28. Okt. 2023 | HC Erlangen               | – | HC Leipzig                | 31:34    |
| 28. Okt. 2023 | HSG Hungen Lich           | – | TPSG Frisch Auf Göppingen | 29:34    |
| 18. Nov. 2023 | HSG Hungen Lich           | – | HC Erlangen               | 36:35    |
| 19. Nov. 2023 | HC Leipzig                | – | TPSG Frisch Auf Göppingen | 37:30    |

### Gruppe 5
| Pl.                            |  | Verein                     | Sp. | S | U | N | Tore     | Diff. | Punkte |
| ------------------------------ |  | -------------------------- | --- | - | - | - | -------- | ----- | ------ |
| 1.                             |  | SV Salamander Kornwestheim | 3   | 3 | 0 | 0 | 0117:850 | +32   | 06:00  |
| 2.                             |  | HSG Bensheim/Auerbach      | 3   | 2 | 0 | 1 | 082:730  | +9    | 04:20  |
| 4.                             |  | TSV Schwabmünchen          | 3   | 1 | 0 | 2 | 094:830  | +11   | 02:40  |
| 4.                             |  | HSG Freiburg               | 3   | 0 | 0 | 3 | 065:1170 | −52   | 00:60  |
| Quelle: , Stand: 14. Juni 2024 |  |                            |     |   |   |   |          |       |        |

| Datum         | Heimmannschaft             |   | Gastmannschaft             | Ergebnis |
| ------------- | -------------------------- | - | -------------------------- | -------- |
| 8. Okt. 2023  | HSG Freiburg               | – | SV Salamander Kornwestheim | 29:44    |
| 8. Okt. 2023  | TSV Schwabmünchen          | – | HSG Bensheim/Auerbach      | 23:24    |
| 28. Okt. 2023 | HSG Bensheim/Auerbach      | – | HSG Freiburg               | 34:16    |
| 29. Okt. 2023 | SV Salamander Kornwestheim | – | TSV Schwabmünchen          | 39:32    |
| 18. Nov. 2023 | TSV Schwabmünchen          | – | HSG Freiburg               | 39:20    |
| 26. Nov. 2023 | SV Salamander Kornwestheim | – | HSG Bensheim/Auerbach      | 34:24    |

### Gruppe 6
| Pl.                            |  | Verein             | Sp. | S | U | N | Tore     | Diff. | Punkte |
| ------------------------------ |  | ------------------ | --- | - | - | - | -------- | ----- | ------ |
| 1.                             |  | HSG Blomberg-Lippe | 3   | 3 | 0 | 0 | 0135:710 | +64   | 06:00  |
| 2.                             |  | VfL Oldenburg      | 3   | 2 | 0 | 1 | 097:1020 | −5    | 04:20  |
| 3.                             |  | TV Aldekerk 07     | 3   | 1 | 0 | 2 | 086:1030 | −17   | 02:40  |
| 4.                             |  | DJK SF Budenheim   | 3   | 0 | 0 | 3 | 078:1200 | −42   | 00:60  |
| Quelle: , Stand: 14. Juni 2024 |  |                    |     |   |   |   |          |       |        |

| Datum         | Heimmannschaft     |   | Gastmannschaft     | Ergebnis |
| ------------- | ------------------ | - | ------------------ | -------- |
| 7. Okt. 2023  | DJK SF Budenheim   | – | HSG Blomberg-Lippe | 20:51    |
| 8. Okt. 2023  | VfL Oldenburg      | – | TV Aldekerk 07     | 33:30    |
| 29. Okt. 2023 | HSG Blomberg-Lippe | – | VfL Oldenburg      | 41:24    |
| 1. Nov. 2023  | TV Aldekerk 07     | – | DJK SF Budenheim   | 29:27    |
| 19. Nov. 2023 | VfL Oldenburg      | – | DJK SF Budenheim   | 40:31    |
| 19. Nov. 2023 | TV Aldekerk 07     | – | HSG Blomberg-Lippe | 27:43    |

### Gruppe 7
| Pl.                            |  | Verein                     | Sp. | S | U | N | Tore    | Diff. | Punkte |
| ------------------------------ |  | -------------------------- | --- | - | - | - | ------- | ----- | ------ |
| 1.                             |  | Thüringer HC               | 3   | 2 | 0 | 1 | 079:780 | +1    | 04:20  |
| 2.                             |  | TSG 1846 Mainz-Bretzenheim | 3   | 2 | 0 | 1 | 073:700 | +3    | 04:20  |
| 3.                             |  | Bergischer HC 06 e.V.      | 3   | 1 | 0 | 2 | 075:820 | −7    | 02:40  |
| 4.                             |  | TSV Bayer 04 Leverkusen    | 3   | 1 | 0 | 2 | 070:670 | +3    | 02:40  |
| Quelle: , Stand: 10. Juni 2024 |  |                            |     |   |   |   |         |       |        |

- Bei Punktgleichheit entschied der direkte Vergleich über die Platzierung.

| Datum         | Heimmannschaft             |   | Gastmannschaft             | Ergebnis |
| ------------- | -------------------------- | - | -------------------------- | -------- |
| 3. Okt. 2023  | TSV Bayer 04 Leverkusen    | – | Thüringer HC               | 25:15    |
| 7. Okt. 2023  | Bergischer HC 06           | – | Thüringer HC               | 27:33    |
| 7. Okt. 2023  | TSG 1846 Mainz-Bretzenheim | – | TSV Bayer 04 Leverkusen    | 23:20    |
| 28. Okt. 2023 | Thüringer HC               | – | TSG 1846 Mainz-Bretzenheim | 31:26    |
| 28. Okt. 2023 | TSV Bayer 04 Leverkusen    | – | Bergischer HC 06           | 25:29    |
| 19. Nov. 2023 | TSG 1846 Mainz-Bretzenheim | – | Bergischer HC 06           | 24:19    |

### Gruppe 8
| Pl.                            |  | Verein                           | Sp. | S | U | N | Tore    | Diff. | Punkte |
| ------------------------------ |  | -------------------------------- | --- | - | - | - | ------- | ----- | ------ |
| 1.                             |  | BV Borussia Dortmund             | 3   | 3 | 0 | 0 | 079:670 | +12   | 06:00  |
| 2.                             |  | JSG Mundenheim/Rheingönheim      | 3   | 2 | 0 | 1 | 081:720 | +9    | 04:20  |
| 3.                             |  | HSG Stuttgart Metzingen          | 3   | 1 | 0 | 2 | 075:710 | +4    | 02:40  |
| 4.                             |  | Turnerschaft St. Tönis 1861 e.V. | 3   | 0 | 0 | 3 | 055:800 | −25   | 00:60  |
| Quelle: , Stand: 14. Juni 2024 |  |                                  |     |   |   |   |         |       |        |

| Datum         | Heimmannschaft              |   | Gastmannschaft              | Ergebnis |
| ------------- | --------------------------- | - | --------------------------- | -------- |
| 7. Okt. 2023  | JSG Mundenheim/Rheingönheim | – | BV Borussia Dortmund        | 23:27    |
| 8. Okt. 2023  | HSG Stuttgart Metzingen     | – | Turnerschaft St. Tönis 1861 | 27:14    |
| 29. Okt. 2023 | Turnerschaft St. Tönis 1861 | – | JSG Mundenheim/Rheingönheim | 20:28    |
| 1. Nov. 2023  | BV Borussia Dortmund        | – | HSG Stuttgart Metzingen     | 27:23    |
| 19. Nov. 2023 | BV Borussia Dortmund        | – | Turnerschaft St. Tönis 1861 | 25:21    |
| 25. Nov. 2023 | JSG Mundenheim/Rheingönheim | – | HSG Stuttgart Metzingen     | 30:25    |

## Meisterrunde
Für die Meisterrunde qualifizierten sich die jeweils erst- und zweitplatzierten Mannschaften der acht Vorrundengruppen.

### Meisterrunde 1
| Pl.                           | Verein            | Sp. | S | U | N | Tore    | Diff. | Punkte |
| ----------------------------- | ----------------- | --- | - | - | - | ------- | ----- | ------ |
| 1.                            | BVB Dortmund      | 3   | 3 | 0 | 0 | 083:690 | +14   | 06:00  |
| 2.                            | Berliner TSC      | 3   | 2 | 0 | 1 | 087:820 | +5    | 04:20  |
| 3.                            | VfL Bad Schwartau | 3   | 1 | 0 | 2 | 083:960 | −13   | 02:40  |
| 4.                            | Thüringer HC      | 3   | 0 | 0 | 3 | 084:900 | −6    | 00:60  |
| Quelle: , Stand: 8. Juni 2024 |                   |     |   |   |   |         |       |        |

| Datum         | Heimmannschaft    |   | Gastmannschaft    | Ergebnis |
| ------------- | ----------------- | - | ----------------- | -------- |
| 17. Dez. 2023 | BVB Dortmund      | – | VfL Bad Schwartau | 31:20    |
| 17. Dez. 2023 | Thüringer HC      | – | Berliner TSC      | 28:29    |
| 21. Jan. 2024 | BVB Dortmund      | – | Berliner TSC      | 27:25    |
| 21. Jan. 2024 | VfL Bad Schwartau | – | Thüringer HC      | 36:32    |
| 11. Feb. 2024 | Thüringer HC      | – | BVB Dortmund      | 24:25    |
| 11. Feb. 2024 | Berliner TSC      | – | VfL Bad Schwartau | 33:27    |

### Meisterrunde 2
| Pl.                           | Verein                      | Sp. | S | U | N | Tore     | Diff. | Punkte |
| ----------------------------- | --------------------------- | --- | - | - | - | -------- | ----- | ------ |
| 1.                            | Buxtehuder SV               | 3   | 3 | 0 | 0 | 0101:740 | +27   | 06:00  |
| 2.                            | Frankfurter HC              | 3   | 2 | 0 | 1 | 086:800  | +6    | 04:20  |
| 3.                            | TSG 1846 Mainz-Bretzenheim  | 3   | 1 | 0 | 2 | 079:940  | −15   | 02:40  |
| 4.                            | JSG Mundenheim/Rheingönheim | 3   | 0 | 0 | 3 | 082:1000 | −18   | 00:60  |
| Quelle: , Stand: 8. Juni 2024 |                             |     |   |   |   |          |       |        |

| Datum         | Heimmannschaft              |   | Gastmannschaft              | Ergebnis |
| ------------- | --------------------------- | - | --------------------------- | -------- |
| 16. Dez. 2023 | Buxtehuder SV               | – | TSG 1846 Mainz-Bretzenheim  | 33:27    |
| 17. Dez. 2023 | Frankfurter HC              | – | JSG Mundenheim/Rheingönheim | 33:27    |
| 20. Jan. 2024 | Frankfurter HC              | – | TSG 1846 Mainz-Bretzenheim  | 31:21    |
| 21. Jan. 2024 | JSG Mundenheim/Rheingönheim | – | Buxtehuder SV               | 25:36    |
| 10. Feb. 2024 | TSG 1846 Mainz-Bretzenheim  | – | JSG Mundenheim/Rheingönheim | 31:30    |
| 10. Feb. 2024 | Buxtehuder SV               | – | Frankfurter HC              | 32:22    |

### Meisterrunde 3
| Pl.                           | Verein                     | Sp. | S | U | N | Tore     | Diff. | Punkte |
| ----------------------------- | -------------------------- | --- | - | - | - | -------- | ----- | ------ |
| 1.                            | HC Leipzig                 | 3   | 2 | 0 | 1 | 092:850  | +7    | 04:20  |
| 2.                            | SV Salamander Kornwestheim | 3   | 2 | 0 | 1 | 0107:940 | +13   | 04:20  |
| 3.                            | VfL Oldenburg              | 3   | 1 | 0 | 2 | 086:1010 | −15   | 02:40  |
| 4.                            | TV Hannover-Badenstedt     | 3   | 1 | 0 | 2 | 079:840  | −5    | 02:40  |
| Quelle: , Stand: 8. Juni 2024 |                            |     |   |   |   |          |       |        |

- Bei Punktgleichheit entschied der direkte Vergleich über die Platzierung.

| Datum         | Heimmannschaft             |   | Gastmannschaft             | Ergebnis |
| ------------- | -------------------------- | - | -------------------------- | -------- |
| 17. Dez. 2023 | HC Leipzig                 | – | TV Hannover-Badenstedt     | 25:27    |
| 17. Dez. 2023 | SV Salamander Kornwestheim | – | VfL Oldenburg              | 43:33    |
| 21. Jan. 2024 | SV Salamander Kornwestheim | – | TV Hannover-Badenstedt     | 32:26    |
| 10. Feb. 2024 | TV Hannover-Badenstedt     | – | VfL Oldenburg              | 26:27    |
| 11. Feb. 2024 | HC Leipzig                 | – | SV Salamander Kornwestheim | 35:32    |
| 16. Feb. 2024 | VfL Oldenburg              | – | HC Leipzig                 | 26:32    |

### Meisterrunde 4
| Pl.                           | Verein                    | Sp. | S | U | N | Tore     | Diff. | Punkte |
| ----------------------------- | ------------------------- | --- | - | - | - | -------- | ----- | ------ |
| 1.                            | Handewitter SV            | 3   | 3 | 0 | 0 | 0106:780 | +28   | 06:00  |
| 2.                            | HSG Blomberg-Lippe        | 3   | 2 | 0 | 1 | 091:800  | +11   | 04:20  |
| 3.                            | TPSG Frisch Auf Göppingen | 3   | 1 | 0 | 2 | 090:1000 | −10   | 02:40  |
| 4.                            | HSG Bensheim/Auerbach     | 3   | 0 | 0 | 3 | 071:1000 | −29   | 00:60  |
| Quelle: , Stand: 8. Juni 2024 |                           |     |   |   |   |          |       |        |

| Datum         | Heimmannschaft            |   | Gastmannschaft            | Ergebnis |
| ------------- | ------------------------- | - | ------------------------- | -------- |
| 16. Dez. 2023 | Handewitter SV            | – | TPSG Frisch Auf Göppingen | 43:28    |
| 16. Dez. 2023 | HSG Blomberg-Lippe        | – | HSG Bensheim/Auerbach     | 33:22    |
| 20. Jan. 2024 | HSG Bensheim/Auerbach     | – | Handewitter SV            | 27:39    |
| 21. Jan. 2024 | HSG Blomberg-Lippe        | – | TPSG Frisch Auf Göppingen | 35:34    |
| 11. Feb. 2024 | TPSG Frisch Auf Göppingen | – | HSG Bensheim/Auerbach     | 28:22    |
| 11. Feb. 2024 | Handewitter SV            | – | HSG Blomberg-Lippe        | 24:23    |

## Viertelfinale
Für das Viertelfinale qualifizierten sich die jeweils erst- und zweitplatzierten Mannschaften der vier Meisterschaftsrunden.
1. Viertelfinale
| Datum         | Heimmannschaft     |   | Gastmannschaft     | Ergebnis |
| ------------- | ------------------ | - | ------------------ | -------- |
| 16. März 2024 | HSG Blomberg-Lippe | – | Buxtehuder SV      | 29:36    |
| 24. März 2024 | Buxtehuder SV      | – | HSG Blomberg-Lippe | 29:34    |

2. Viertelfinale
| Datum         | Heimmannschaft |   | Gastmannschaft | Ergebnis |
| ------------- | -------------- | - | -------------- | -------- |
| 17. März 2024 | Berliner TSC   | – | HC Leipzig     | 24:25    |
| 28. Apr. 2024 | HC Leipzig     | – | Berliner TSC   | 26:20    |

3. Viertelfinale
| Datum         | Heimmannschaft             |   | Gastmannschaft             | Ergebnis |
| ------------- | -------------------------- | - | -------------------------- | -------- |
| 23. März 2024 | SV Salamander Kornwestheim | – | BVB Dortmund               | 35:33    |
| 28. Apr. 2024 | BVB Dortmund               | – | SV Salamander Kornwestheim | 33:34    |

4. Viertelfinale
| Datum, Uhrzeit | Heimmannschaft |   | Gastmannschaft | Ergebnis |
| -------------- | -------------- | - | -------------- | -------- |
| 14. Apr. 2024  | Frankfurter HC | – | Handewitter SV | 29:32    |
| 21. Apr. 2024  | Handewitter SV | – | Frankfurter HC | 26:30    |

## Final Four
Das Final Four wurde am Wochenende 11./12. Mai 2024 in Buxtehude ausgetragen.

### Halbfinale
Im Halbfinale um die Deutsche Meisterschaft 2024 trafen die vier Siegerinnen des Viertelfinals aufeinander:
| Datum        | Heimmannschaft             |   | Gastmannschaft | Ergebnis |
| ------------ | -------------------------- | - | -------------- | -------- |
| 11. Mai 2024 | Buxtehuder SV              | – | HC Leipzig     | 39:38    |
| 11. Mai 2024 | SV Salamander Kornwestheim | – | Frankfurter HC | 31:41    |

### Spiel um Platz 3
Die beiden Verliererinnen der Halbfinalspiele bestritten das Spiel um Platz 3:
| Datum        | Heimmannschaft             |   | Gastmannschaft | Ergebnis |
| ------------ | -------------------------- | - | -------------- | -------- |
| 12. Mai 2024 | SV Salamander Kornwestheim | – | HC Leipzig     | 42:37    |

### Finale
Die beiden Siegerinnen der Halbfinalbegegnungen standen sich im Finale am 12. Mai 2024 gegenüber:
| Datum        | Heimmannschaft |   | Gastmannschaft | Ergebnis |
| ------------ | -------------- | - | -------------- | -------- |
| 12. Mai 2024 | Buxtehuder SV  | – | Frankfurter HC | 24:26    |

## Pokalrunde
Für die Pokalrunde qualifizierten sich die drittplatzierten Mannschaften der acht Vorrundengruppen.

### Pokalrunde 1
| Pl.                            | Verein                | Sp. | S | U | N | Tore     | Diff. | Punkte |
| ------------------------------ | --------------------- | --- | - | - | - | -------- | ----- | ------ |
| 1.                             | SV Grün-Weiß Schwerin | 3   | 3 | 0 | 0 | 089:740  | +15   | 06:00  |
| 2.                             | TuS Komet Arsten      | 3   | 2 | 0 | 1 | 084:810  | +3    | 04:20  |
| 3.                             | JSG LIT 1912          | 3   | 1 | 0 | 2 | 092:1000 | −8    | 02:40  |
| 4.                             | HSG Hungen Lich       | 3   | 0 | 0 | 3 | 077:870  | −10   | 00:60  |
| Quelle: , Stand: 11. Juni 2024 |                       |     |   |   |   |          |       |        |

| Datum         | Heimmannschaft        |   | Gastmannschaft        | Ergebnis |
| ------------- | --------------------- | - | --------------------- | -------- |
| 16. Dez. 2023 | HSG Hungen Lich       | – | JSG LIT 1912          | 30:32    |
| 17. Dez. 2023 | SV Grün-Weiß Schwerin | – | TuS Komet Arsten      | 26:22    |
| 20. Jan. 2024 | HSG Hungen Lich       | – | TuS Komet Arsten      | 24:29    |
| 10. Feb. 2024 | TuS Komet Arsten      | – | JSG LIT 1912          | 33:31    |
| 11. Feb. 2024 | SV Grün-Weiß Schwerin | – | HSG Hungen Lich       | 26:23    |
| 16. Feb. 2024 | JSG LIT 1912          | – | SV Grün-Weiß Schwerin | 29:37    |

### Pokalrunde 2
| Pl.                            | Verein                  | Sp. | S | U | N | Tore     | Diff. | Punkte |
| ------------------------------ | ----------------------- | --- | - | - | - | -------- | ----- | ------ |
| 1.                             | HSG Stuttgart Metzingen | 3   | 2 | 1 | 0 | 082:670  | +15   | 05:10  |
| 2.                             | Bergischer HC 06        | 3   | 2 | 0 | 1 | 090:850  | +5    | 04:20  |
| 3.                             | TSV Schwabmünchen       | 3   | 1 | 1 | 1 | 092:800  | +12   | 03:30  |
| 4.                             | TV Aldekerk 07          | 3   | 0 | 0 | 3 | 073:1050 | −32   | 00:60  |
| Quelle: , Stand: 11. Juni 2024 |                         |     |   |   |   |          |       |        |

| Datum         | Heimmannschaft          |   | Gastmannschaft          | Ergebnis |
| ------------- | ----------------------- | - | ----------------------- | -------- |
| 16. Dez. 2023 | Bergischer HC 06        | – | TSV Schwabmünchen       | 35:26    |
| 21. Jan. 2024 | HSG Stuttgart Metzingen | – | TSV Schwabmünchen       | 25:25    |
| 21. Jan. 2024 | TV Aldekerk 07          | – | Bergischer HC 06        | 30:36    |
| 4. Feb. 2024  | HSG Stuttgart Metzingen | – | TV Aldekerk 07          | 28:23    |
| 10. Feb. 2024 | Bergischer HC 06        | – | HSG Stuttgart Metzingen | 19:29    |
| 11. Feb. 2024 | TSV Schwabmünchen       | – | TV Aldekerk 07          | 41:20    |

### Finale
Das Finale trugen die beiden Gruppenersten der Pokalrunde in einem Hin- und einem Rückspiel aus.
| Datum         | Heimmannschaft          |   | Gastmannschaft          | Ergebnis |
| ------------- | ----------------------- | - | ----------------------- | -------- |
| 21. Apr. 2024 | HSG Stuttgart Metzingen | – | SV Grün-Weiß Schwerin   | 18:22    |
| 28. Apr. 2024 | SV Grün-Weiß Schwerin   | – | HSG Stuttgart Metzingen | 25:20    |